# イングランド銀行
イングランド銀行（イングランドぎんこう、英: Bank of England、旧日本名: 英蘭銀行）は、イギリスの中央銀行。

## 概説
1690年、同行成立以前から、フォンテーヌブローの勅令でフランスから流れたユグノー資本が英国債の売れ行きに貢献していた。4年後に創立したとき、世界は大同盟戦争とウィリアム王戦争、そしてザームエル・オッペンハイマーの活躍する大トルコ戦争のさなかにあり、同行は政府への貸付を主要な業務とする商業銀行であった。多くのユグノーが毎年の選挙で理事となった。1697年の同行第4次利払いリストによると、ウーブロン家をはじめとする移住の早かったユグノーは同行の15%を支配した。後発組にはテオドール・ヤンセンやトーマス・パピヨンなどがおり、彼らが先行組から同行の株式を譲りうけ、しかも英国債の約1割を所有した。
同行は政府を通してイギリス東インド会社・ハドソン湾会社などへも貸付を行っていた。ユグノー出身で6代目総裁のジェームズ・ベイトマン（James Bateman）はロンドン市長と南海会社副社長を務めた。
18世紀後半、将来ネイサン・メイアー・ロスチャイルドの義父となるレヴィ・バレント・コーエンをふくむユダヤ人が、最初アムステルダムにいながら、やがてロンドンに定住するまで、東インド会社の破綻した事業を買収していた。
1800年8月から1816年8月までの各16ヵ年においては年平均60万ポンドの割引収入をあげて準備金を蓄え、イングランド銀行は1816年に金本位制を採用した。やがてロスチャイルドが台頭し、各国の外債発行とイングランド銀行の準備金補填に関わった。銀価格低下の時期にアルフレッド・ド・ロスチャイルドが理事を務め、19世紀末の不況に対応した。
第一次世界大戦ではJPモルガンが戦時国債の独占代理人を務めた。1934-1935年、イングランド銀行は植民地の中央銀行設立に関わった。第二次世界大戦後は財務省法官（Treasury solicitor）が政府のために100%保有するところとなった。しかし大きな権限縮小を免れ、金プールの運営に参画した。
オイルショック後のセカンダリー・バンキング危機では金融機関の救援に奔走した。1997年に財務省から金利設定の権限を委譲される一方、翌1998年には債務管理庁と金融サービス機構に各種権限を移譲した。

## 近代

### ユグノー金融と三角貿易

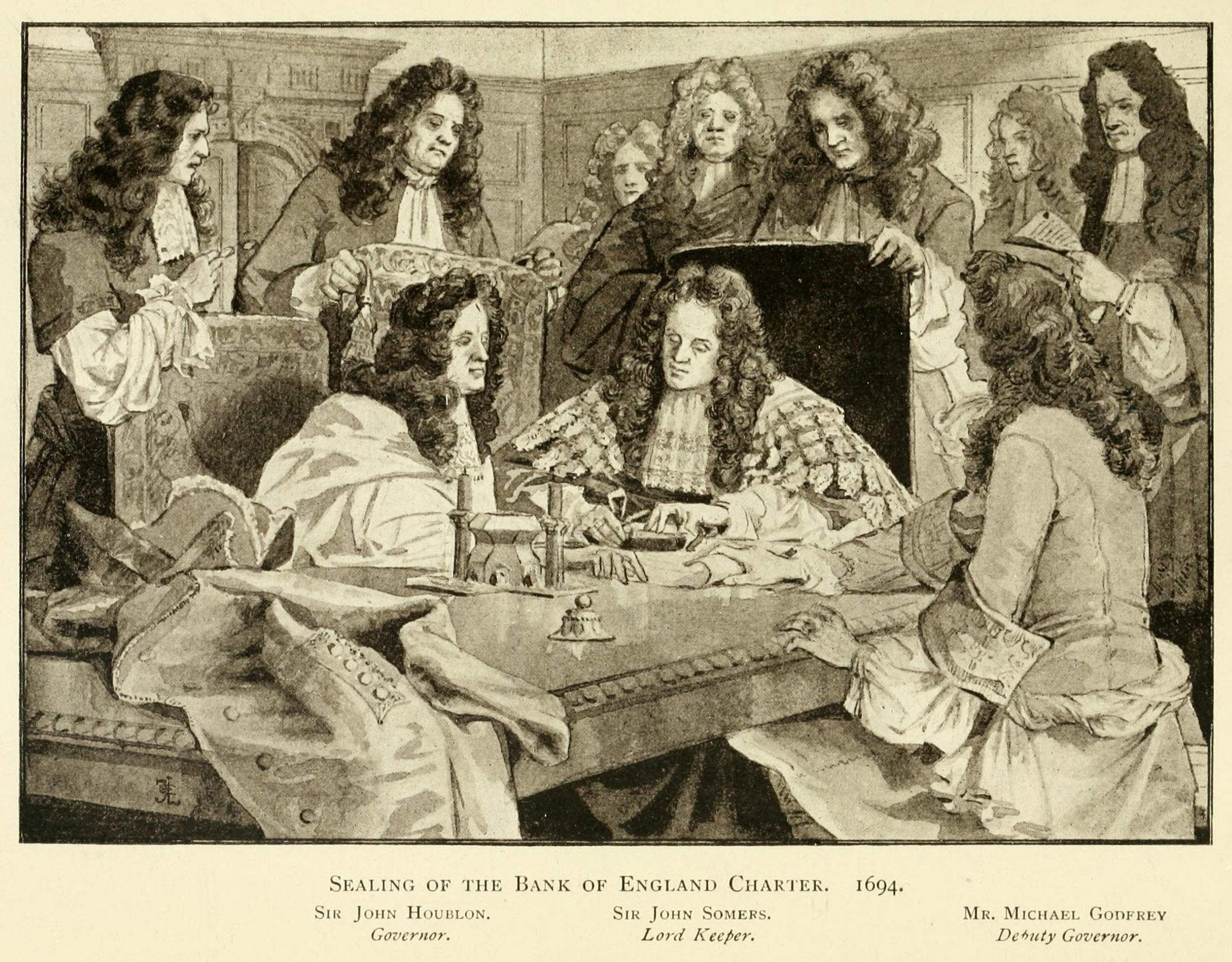
イングランド銀行憲章の調印（1694年）
出資者1268人中123人がユグノーであった。7月10日の選挙でユグノーから初代総裁ジョン・ウーブロンがえらばれた。理事は6人であったが、そこに同ウーブロン家のジェームズとアブラハムが席を占めた。

16世紀に王立取引所が設立され、17世紀中ごろには民間の金匠銀行（Goldsmith）が発行する記名式の金匠手形（goldsmith note）が流通していた。ところが第3次英蘭戦争（1672年 - 74年）の戦費増大により政府が金匠手形の返済を保留したことで多数の金匠銀行が破綻した。この種のリスクの顕在化が銀本位制の銀行創設要請の理由のひとつになった。
イングランド銀行は1694年5月、スコットランド人のウィリアム・パターソン と財務府長官のチャールズ・モンタギューが主導した歳入法（Ways and Means Act）により軍事費を調達する目的で創設された。イングランド王国政府の銀行として同年7月27日のウィリアム3世・メアリー2世の勅令により認可された。資本金は120万ポンドであったが年利8%で政府に120万ポンドを貸し出し、一方で120万ポンドを上限に紙幣を発行することができる株式会社とされた。初代総裁はジョン・フーブロンで、初期の紙幣にはイングランド銀行の捺印があり、金匠手形と同様に記名式であった。証券市場の成立などの改革も進められた。
1695年10月にジョン・ロックが銀貨の改鋳について建議した。ロック案は閣議決定されて、12月17日に法案となった。ロックは27日にFurther Considerations Concerning Raising the Value of Money という論文を発表した。翌年1月に法案は裁可も得て成立した。1696年には総資産が330万ポンドに達した。
1699年、イギリスが清から広東貿易を許される。1720年、南海泡沫事件。
1734年、イングランド銀行はスレッドニードル街の現在地へ移転した。かつてはポールトリー街のグローサーズ・ホール内にあった。
1750年、長期国債の発行権を独占する。1764年、砂糖法。
1772年、ロンドンのニール・ジェイムズ・フォーダイス・アンド・ダウン銀行の倒産を端緒とするブリテン金融危機 (1772年-1773年)はスコットランドやオランダへ波及し、スコットランドではエアー銀行が倒産した。アダム・スミスの『国富論』執筆に影響した。
1780年、ゴードン暴動が起こる。以来、軍がイングランド銀行の夜間警備にあたるようになった。この警備習慣はライバル銀行家たちの怒りを買った。
1786年、大臣がおかれない減債委員会（Commissioners for the Reduction of the National Debt）が発足した。
1797年、前年からの恐慌 (1796年-1797年)と、対仏大同盟に基づく活動により正貨が流出し、イングランド銀行制限法により兌換が停止された。イギリスの銀行の数はこの年270行であったが、1810年には783行にまで増加した。1810年の地金委員会による調査で、このときの兌換停止は金高騰と為替相場下落の原因と指摘された。

### 国際金融家ロスチャイルド

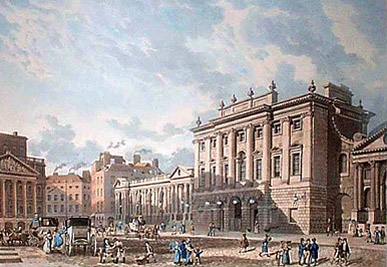
1816年のイングランド銀行と王立証券取引所

1807年、奴隷制度廃止運動の高まりにより大英帝国内での奴隷貿易が禁止される。バルト海貿易で富を築き、当銀行理事を務めたジョン・ソーントンは、息子ヘンリや総裁を務めたサミュエルらとともに奴隷貿易廃止法案に尽力していた。この禁止はのちの帝国経済への長期的な打撃となり、1815年の恐慌を起こした。
1816年、イングランド銀行は諸国に先駆けて銀本位制から金本位制に切り替えた。1816年から1817年には兌換が部分的に再開されたが、1819年恐慌も発生した。
1823年に兌換は全面的に再開され、同年と1825年には代理商取引法が制定されて契約を促したものの、取引所の利害関係も混乱させた。
このころ外債が洪水のように契約されており、男爵位を得たロスチャイルドは請負人として最も活躍した  。ロスチャイルドはロンドンの投資家の関心を呼ぶために、スターリング・ポンド建て外債の利率を定めていた。
6月、国庫委員会の議事録にネイサン・メイアー・ロスチャイルドが登場する。同年3月すでに、フランスが総額1億2000万フランの公債を発行するにあたり、ジャコブ・マイエール・ド・ロチルドがシンジケート団（以下、シ団）を組織し引受けた。アッシニアの担保に財産を没収された教会・貴族の反発があるも、フランス政府は低利借り換えを画策。実現に向けて公債相場を維持するため、ネイサンは翌年5月イングランド銀行から1年間金100万ポンドの保証を受ける。12月1日に保証額中30-50万ポンドを持ち出し、担保としてイギリスの「整理公債」を預託、持ち出した金塊はフランス銀行に預け入れた。結局、利率が低すぎてシ団は半壊。ロスチャイルドは残り、逆に力を誇示することになった。
イングランド銀行から始まった1825年の恐慌もまた欧州に波及した。ラテンアメリカ投機の一部での株価暴落が引き金であった。フランス銀行に正貨の供給を受け、破綻寸前で踏みとどまったが、この惨事は社会運動に発展し、紡績工場法が修正されたり、労働組合が承認されたりした。また、銀行券、特に小額紙券の流通量が著しく減らされることとなった。

### 国際流動性に向かう投機
1833年の新特許法でイングランド銀行券が法貨となる。同年、クラウン・エージェンツ が政府により創設される。
1839年、マンチェスター商業会議所が、それまでの3年間における金利の恣意的な変更が為替相場を乱高下させたと主張。勢いづいていたチャーティズムを政府は翌年4月にかけ弾圧。また、この年に国内電信が敷設される。
1844年、改正されたピール銀行条例（当時の呼称は「英蘭銀行条例」、イングランド銀行条例）により中央銀行となる。鉄道狂時代が続く。
1851年、ロスチャイルド商会が貴金属精錬所を設立。この年、ドーバー海峡横断ケーブル開通。翌年にロスチャイルドの精錬所はイングランド銀行で2番目の公認精錬所となる。
ピール銀行条例に加えて1852年には「銀行券法」が施行され、1854年には高利禁止法が撤廃される。1856年、パリ宣言で私掠船の放棄が謳われる。
1857年恐慌でアメリカ株を中心に市場が弱気となったところ、イングランド銀行は単独で割引を継続し、11月20日だけで100万ポンド近い法定限度超過。追ってピール銀行条例が停止した。
1861年には再びイングランド銀行条例が成立し、以後、イギリスが世界の実質的な手形交換所と化す。条例の改正や公定歩合については日本でも官報に報じられた。それまでイングランド銀行が25年ごとに国債所有者名簿を閉じていた慣習を廃止。
1866年の恐慌でベイルアウト。発端は割引商会オーバーレンド・ガーニー（現・バークレイズ）の失敗に関連した国際金融市場のしぼみと、イタリアでの銀本位制廃止。これにより横浜へ進出していた銀行支店が3つも撤退した。公定歩合10%。二度目の特許状停止。同年、ホンジュラスにおき鉄道スキャンダルさらに移民法制定。
1857年恐慌から1873年恐慌を経て、シティー・オブ・グラスゴー・バンクが詐欺的な業務の上に破産した1878年までの20年間は、金利の変更が実に年平均10回にまで及んだ。途中の1868年にはアルフレッド・ド・ロスチャイルドが理事に就任している。終わりの1878年には首相のローズベリーがネイサンの孫ハンナと結婚した。1875年ハックス・ギブズ（Henry Hucks Gibbs）が総裁となった。彼はギブズ商会の共同経営者であった。この会社は1981年に香港上海銀行が買収した。

## 現代

### 狭かった国際金融市場
1880年からのボーア戦争では、植民地政府などのために次の金融機関と組んで、非難を浴びながらも国債発行の代理人となった。モルガン・グレンフェル、ベアリングス銀行、ロスチャイルド、JPモルガン
1890年、デフォルト寸前のベアリングス銀行を救済。同行の損失を秘匿しつつ、政府・シ団と組んで保証基金を設置、450万ポンドの外債をとりつける。やがて公衆の知るところとなり、1893年恐慌に発展する。
1895年、横浜正金銀行の指図でか、イングランド銀行は下関条約の賠償金を市場に放出。資金は供給過剰となる。
1899年、インドを金為替本位制とする。インドは植民地であり、世界的な銀消費国でもあった。1ポンド＝銀貨15ルピーとした。前もってブリュッセルで国際通貨会議が開かれていた。飢饉に困ったインド人が銀製品の装飾品を売ることで銀価の低落が起こらないように、それから税収を安定させるために、植民地政府は世界で初めて本格的な灌漑事業をインドに展開した。
1901年、ルピー銀貨の鋳造益を充てていたインドの金本位準備をロンドンへ移送。翌年、インド政庁管轄の紙幣準備の一部をイングランド銀行へ預託させるとともに、同政庁に金の自由鋳造を断念させる。こうしてルピーを弱めたイギリスは、その輸出においてインド全輸入の6割超を占めた。
1901年4月に6千万ポンド、1902年4月に3200万ポンドのコンソル債を一括引受で発行。
1903年、プランテーション植民地のマレーシアが、インドと同様に金為替本位制に編成された。
1907年恐慌まで日銀から借入。この時期をはさみ、1895年と1908年に増収目的で保有証券を売却。また、この恐慌以後はライヒスバンクが、兌換を部分停止したり、またイングランド銀行に対抗して金利を設定したりして、正貨流出の抑止に努める。
1909年以降、金本位準備の一部を預金銀行やマーチャント・バンカーに短期通知貸。さらに金本位準備は、もともと新規国債の消化と市場に流通する国債の買い支えに利用されていた。

### 国際化するスターリング・ポンド
1914年7月30日に4%だった金利を翌日に8%へ、8月1日には10%まで一気に引き上げ。特許状は停止せず。第一次世界大戦中はJPモルガンがイングランド銀行で発行する戦時債券の独占代理人であった。日本の鈴木商店（双日の前身）に巨額の融資を行った。
1919年4月、金本位制離脱。1925年9月に復帰する。この離脱期間に世界恐慌の第一波が起こる。国際カルテルが流行。
1924年10月、JPモルガンと引受地域を分担しドーズ公債を起債。翌年5月、政府が借款を受ける。
1928年、ヴィッカース・アームストロングの合併を援助していたのが実現。大蔵省紙幣とイングランド銀行券の発行が統合される。
1929年9月26日、世界恐慌の直前に金利引き上げ。FRB が6.0%であったが、イングランド銀行は5.5%から6.5%に。
1931年8月1日、フランス銀行とニューヨーク連邦準備銀行から5千万ポンド借り入れ。9月21日に金本位制離脱。金解禁していた日本からは10-11月に各月とも1.3億円超の正貨が流出した。
1934年、ニュージーランド準備銀行ができる。翌年、カナダ銀行とインド準備銀行が開設される。
1939年3月、ナチス・ドイツに全土を占領されたチェコスロバキア中央銀行が、国際決済銀行名義でイングランド銀行に預託している23.1トンの金準備をライヒスバンクに移すよう不本意な指図をさせられ、24日に国際決済銀行の担当部局が指図のままに口座を振り替えた。5月に財務大臣のジョン・サイモンが総裁のモンタギュー・ノーマンへチェコの金準備ではないかと確認を要請したが総裁は知らないと応えて、6月に44万ポンドの準備金が売却され内42万ポンドがニューヨークへ船積みされた。
1946年、国有化されるが運営目的は何も制限されず、金融監督権限を得る。
1947年7月、国際通貨基金に登録されたポンド平価 での交換性を一時的に回復するも、交換要求が殺到して6週間後に制限。
1949年、ポンド切り下げ により輸出が増加。準備総額は1950年代半ばごろ20億ドル以上に達した。

### 国際流動性の危機
1954年、ロンドン金市場再開。1939年の開戦以来。同市場で南アフリカ準備銀行の代理人を務める。ロイ・ブリッジという為替ディーラーの仲介で国際決済銀行と以下の諸点を確認。イングランド銀行への事前の照会や合意がなくても国際決済銀行は南ア銀行とイングランド銀行金庫室＝ロンドン金現物市場で取引をする。国際決済銀行は南アフリカから週あたり最高10万オンス以上は購入しない。その最高額を引揚げるときは事前に通知する。1957年、ポンド危機。公定歩合7%に上昇。1958年、他のヨーロッパ主要国とともに、非ドル地域で保有するポンドに限り交換性を回復した。
1962年初め、金プールの代理人として参加国 中央銀行に承認される。認められる前は、金プールの前身となるシンジケートにおいて、そこから使用した正金の量をイングランド銀行は毎月末ニューヨーク連邦準備銀行に報告し、そのあとイングランド銀行がシンジケートの誰に保証金を支払わなければならないかNY連銀の指示を待った。
1964年、1966‐1967年、ポンド危機。1966年、クラインワート・ベンソン・ロンズデール（現ソジェン）によるゴールド・フィックス会員シャープス・ピクスレーの買収を主導した。1968年、ロンドン金市場崩壊、ユーロクリア誕生。1971年、シリングを廃して1ポンド=100ペンスの10進法とする。また、スミソニアン協定で1ポンド＝約2.60ドルに切り上げた。
1973年から1975年まで、セカンダリー・バンキング危機。これに関するイングランド銀行アーカイブ資料 が何ゆえか失われている。イングランド銀行は、ライフボートを通じて26金融機関を援助。また、イングランド銀行単独で14の金融機関にベイルアウト。1974年、BP株の買収などによりバーマ・オイルを救済した。1976年の銀行法でイングランド銀行は、銀行制度全体を揺るがす大失敗をやりそうな銀行を直接所有監督する権限を得た。
1977年、Bank of England Nominees Limited (BOEN) なる子会社を設立。株主が指名制で会社法との整合性を問われた。エドムンド・デル（Edmund Dell）がBOENを情報公開制度の例外であると主張。SAFE理事のロバート・オーウェン（Robert Owen）が、事実上イングランド銀行は子会社であるはずのBOENとその秘密株式によって支配または私物化されていると主張した。
1979年、国家債務、868億8500万ポンド。全預金受託機関に対する認可・監督権限を得る。翌年7月まで最低貸出金利17%。
1981年、イングランド銀行がバーマ・オイルから民事訴訟を提起された。原告は1974年に同行が行った買いオペで不当な利益が生じていると主張。イングランド銀行の取得したBP株の価格は、オペ時点の1億9700万ドルから急騰し、報道時に12億ドルや24億ドルにものぼった。

### 短期金融市場の歯車
1984年、ゴールド・フィックスであったジョンソン・マッセイの貿易金融子会社が倒産した。救済措置としてイングランド銀行などが1億5000万ポンドの債務保証を与えた。1985年、1ポンド硬貨導入。史上最安の1ポンド＝1.04USドル。
1986年、ビッグバン。1987年、アイヴァン・ボウスキーに対する捜査追及によってギネス株の価格操作事件が発覚（Guinness share-trading fraud）、イングランド銀行がモルガン・グレンフェル（現ドイツ銀行）CEOクリストファー・リーヴズ（Christopher Reeves）の引責辞任を強制する事態となった。1988年、ジョンソン・マッセイ・バンカーズへの債務保証に使われた資金が全て返還された。
1990年、欧州通貨制度に参加。1991年、国際商業信用銀行に営業停止命令。ときの重役の複数がロスチャイルド家と関係。
1992年、ポンド危機。この年の国家債務、2145億2800万ポンドに達する。欧州通貨制度を離脱。キャドバリー報告書。
1995年、イングランド銀行が証券集中保管機関であるCRESTのクラウドプロバイダーに国際銀行間通信協会を選択。イングランド銀行副総裁のペナント・リー（Rupert Pennant-Rea）が、行内で女性ジャーナリストのシノン（Mary Ellen Synon）と性行為、ベアリングス銀行の救済を最後の業績として引責辞任した。
1996年7月、ロスチャイルド家当主となるはずであったロンドン家のアムシェル（1955-1996） がパリのホテルで変死。
1997年、イングランド銀行の金融政策委員会が財務省から政策金利など金利設定の権限を移譲された。
1998年4月、債務管理庁（Debt Management Office）に英国債管理政策に関する権限を委譲した。同年、根拠法改正により副総裁枠が増えて、この新枠副総裁も減債委員会に参加するようになった。また、イングランド銀行は一昨年に設立された金融サービス機構へ金融機関を監督する権限を移管した。移管は1998年イングランド銀行法によった。
2002年8月、CREST がユーロクリアに買収される。2003年2月、公定歩合3.75%に。48年ぶりの低金利となる。同年7月に3.5%へ。2004年、新ロンドン証券取引所がオープン。スレッドニードルからの移転。
2007年、ノーザン・ロックに特別融資。2009年、発券数の週次決算報告を廃止。同年3月末の時点で、ポンド相場は1.42ドル。イギリスの世界金融危機は、ノンバンクを連鎖の発端とする本質において、セカンダリー・バンキング危機および1992-3年のモーゲージ危機と共通するという。
2011年11月以降、総裁のマービン・キングが国際決済銀行主要会合の議長を兼ねる。
2013年4月、金融サービス機構廃止。同年7月1日から初めての外国人のマーク・カーニーが総裁になった。
2014年、副総裁の定員が4人となった。イングランド銀行関係者（Joint Standing Committee）2人が外為相場の不正操作事件に関与したことが発覚（Forex scandal）。
2015年5月、イングランド銀行はビットコインフォーラムメンバーになった。イングランド銀行は、ブロックチェーン技術に基づいた法定電子通貨の発行を検討している。政府も1460万ドルの研究資金を提供すると謳っている。同年6月、イングランド銀行はロスチャイルドとアドバイザーをつとめ、政府がロイヤルバンク・オブ・スコットランド株を売却する方針に同調した。
2017年7月、BOENが解散した。イングランド銀行が所有する信託会社として発足し40年が経っていた。

## 機能

### オランダ資本の凋落
創立時から当分は事実上の財務省として機能した。政府に対する直接融資、国債の引受と消化もこなした。
1701年の株主は1903人であったが、このうち107人が総裁の資格たる4000ポンド以上の株式を保有していた。その107人は、創立時の出資者を多数ふくむ。ユグノーはセファルディムを参加させるようになった。筆頭はソロモン・デ・メディナ。総裁資格をもつ107人のうち、およそ9分の1がユダヤ人であった。メディナとスペイン系のシルバ家 は同行で大口の地金売りであった。
1750年オランダ人は、イングランド銀行・東インド会社・南海会社株の国外保有分について78%を支配した。1751年では、3294人の議決権を有する同行出資者のうち約1000人がオランダ人またはフランダース人であった。総裁資格のある者495人のうち、少なくとも105人がオランダ人であった。10年ほどするとアムステルダム銀行で信用危機が起こった。スイスの株式保有者で4000ポンド以上にのぼったのはベルンが最初。ケンブリッジ大学の31あるカレッジで最古のクレアカレッジも株式を保有。
1697年に議会の条例により、イングランド・ウェールズでは、イングランド銀行を除いて株式会社銀行がつくれなくなった。株主の銀行家たちが独占するため制定に圧力をかけたのである。これで機能はともかく、地方金融の面倒まで見る立場となった。しかし、この条例は1825年の恐慌で批判された。会社形態の独占が地方金融機関の成長を阻害し、ひいては恐慌を招いたというのである。そこで翌年に解禁される。ただし、ロンドンから半径65マイルに限った。完全解禁は1833年である。

### ロンドン手形交換所
1864年、イングランド銀行はロンドン手形交換所に加盟、同行宛に加盟銀行が直接振替指図書を振り出し交換尻を決済できるようになった。なお、イングランド銀行は本店宛の支払請求に対しては本店で払った。
1944年までに国内ロンドン外支店は17店舗をつくっている。このうち14は中央銀行としてスタートするまでに設立され、そのうち5つは大不況の始まるまでに閉鎖されている。この数は同時期の大陸系中央銀行と比べると少ない。実は準備率も同様である。産業革命を先駆けたイギリスの金融市場は大陸より手形制度を早く発展させた。それでイギリスの銀行は一般に預金通貨の発行高が大陸系銀行よりも高く、イングランド銀行も例外ではなかった。そうした中でイングランド銀行がベアリング危機等でベイルアウトするときは、ロンドン手形交換所加盟銀行と連携した。欧州の国際決済銀行ネットワークを小さくしたようなものがイギリスにはずっと早くできていたことになる。イングランド銀行にとり加盟銀行はよほど可愛いと見える。1930年8月9日、ロイヤルバンク・オブ・スコットランドは加盟銀行ウィリアムズ・ディーコンズ・バンクWilliams Deacon's Bank の経営破たんをネット価格23万5千ポンドで買収することにより、株主がピンチをかぎつけるまえに救済した。イングランド銀行は病み上がりのディーコンズが再出発できるように西部支店を譲渡した。以後もロイヤルバンクを通じて資金を融通していたが、1940年で321万2千ポンドも焦げついていた。渉外事業でも加盟銀行と連携している。1931年7月にピアソンが50%を支配するロンドンラザードが休業瀬戸際となって、翌年5月イングランド銀行はフランスの有価証券を担保に加盟銀行の1行と共同融資にふみきった。

### 20世紀末からの在り方
現在は1998年イングランド銀行法で制定された諸機能、つまり物価安定の維持と英国政府の経済政策支援を遂行する。まずたとえば、①イングランドとウェールズにおける通貨発行権（UKポンド参照）をもつ。②政府の銀行であると共に「最後の貸手」として銀行の銀行である。さらに③外国為替と金準備を管理し、政府の証券（国債）を登録するが、④政府統合基金の運営も行う。
中央銀行という範疇を超えて機能している可能性が疑われている。イングランド銀行は国際決済機関セデルに数十の匿名口座を持っていた。セデルは内緒で①金融機関の支店が②国際金融市場で決済する便宜のために、匿名口座を開いていた。イングランド銀行が匿名口座を持つ場合、述べた①②のいずれにもあてはまらない。
金融サービス機構（Financial Services Authority）は、1997年10月に発足して翌年イングランド銀行から金融機関監督権限を移管されたが、（LIBORなど）幾たびのスキャンダルを経て、2012年金融サービス法（Financial Services Act 2012）にもとづき2013年4月に廃止された。金融サービス機構の権限は新設の金融安定委員会（Financial Policy Committee）に移された。
金融サービス機構は自主規制団体の寄せ集めだった。投資顧問規制機関（IMRO）、生保・投信規制機関（LAUTRO）、金融仲介・管理・ブローカー規制協会（FIMBRA）の三者が統合されたのである。金融サービス機構の監督権限はかつてないほどに強化されていたが（Financial Services and Markets Act 2000）、エクイタブル生命（The Equitable Life Assurance Society）の抱える年金債務に手段を講じなかったことがスキャンダル化した。監査法人アーンスト・アンド・ヤングも追及された。エクイタブルの営業網は、2001年2月にハリファクス（Halifax）へ売却された。2002年12月12日、機構の委員長ハワード・デービス（Howard Davies）が辞任の意思を明らかにした。金融サービス機構は会長アデア・ターナー（Adair Turner）が就任した世界金融危機時の対応についても酷評された。「誰も負債水準を管理できず、危機がやってきても誰も責任の所在を分からなかった」

## 歴代総裁
1801年以降のイングランド銀行の歴代総裁は以下の通り。
| 名前                                                                 | 期間      | 出典   |
| -------------------------------------------------------------------- | --------- | ------ |
| ジョブ・マシュー・レイクス                                           | 1801-1803 | [ 76 ] |
| ジョセフ・ナット                                                     | 1803-1804 | [ 76 ] |
| ベンジャミン・ウィンスロップ                                         | 1804-1806 | [ 76 ] |
| ビーストン・ロング                                                   | 1806-1808 | [ 76 ] |
| ジョン・ウィットモア                                                 | 1808-1810 | [ 76 ] |
| ジョン・ピアース                                                     | 1810-1812 | [ 76 ] |
| ウィリアム・マンニング                                               | 1812-1814 | [ 76 ] |
| ウィリアム・メリッシュ                                               | 1814-1816 | [ 76 ] |
| ジェレマイア・ハーマン                                               | 1816-1818 | [ 76 ] |
| ジョージ・ドリエン                                                   | 1818-1820 | [ 76 ] |
| 初代準男爵サー・チャールズ・ポール                                   | 1820-1822 | [ 76 ] |
| ジョン・ボウデン                                                     | 1822-1824 | [ 76 ] |
| コーネリアス・ブラー                                                 | 1824-1826 | [ 76 ] |
| ジョン・ベイカー・リチャーズ                                         | 1826-1828 | [ 76 ] |
| サミュエル・ドルー                                                   | 1828-1830 | [ 76 ] |
| ジョン・ホーズリー・パーマー                                         | 1830-1833 | [ 76 ] |
| リチャード・ミー・レイクス                                           | 1833-1834 | [ 76 ] |
| ジェームズ・パティソン                                               | 1834-1837 | [ 76 ] |
| ティモシー・エイブラハム・カーティス                                 | 1837-1839 | [ 76 ] |
| 第2代準男爵サー・ジョン・リード                                      | 1839-1841 | [ 76 ] |
| 初代準男爵サー・ジョン・ペリー                                       | 1841-1842 | [ 76 ] |
| ウィリアム・コットン                                                 | 1842-1845 | [ 76 ] |
| ジョン・ベンジャミン・ヒース                                         | 1845-1847 | [ 76 ] |
| ウィリアム・ロビンソン                                               | 1847      | [ 76 ] |
| ジェームズ・モリス                                                   | 1847-1849 | [ 76 ] |
| ヘンリー・ジェームズ・プレスコット                                   | 1849-1851 | [ 76 ] |
| トマス・ハンキー                                                     | 1851-1853 | [ 76 ] |
| ジョン・ジェリブランド・ハバード                                     | 1853-1855 | [ 76 ] |
| トマス・マティアス・ウェグエリン                                     | 1855-1857 | [ 76 ] |
| シェフィールド・ニーヴ                                               | 1857-1859 | [ 76 ] |
| ボナミ・ドブレ                                                       | 1859-1861 | [ 76 ] |
| アルフレッド・ラサム                                                 | 1861-1863 | [ 76 ] |
| カークマン・ダニエル・ホジソン                                       | 1863-1865 | [ 76 ] |
| ヘンリー・ランスロット・ホランド                                     | 1865-1867 | [ 76 ] |
| トマス・ニューマン・ハント(Thomas Newman Hunt)                       | 1867-1869 | [ 76 ] |
| ロバート・ウィグラム・クロフォード                                   | 1869-1871 | [ 76 ] |
| ジョージ・リヤル(George Lyall)                                       | 1871-1873 | [ 76 ] |
| ベンジャミン・バック・グリーン                                       | 1873-1875 | [ 76 ] |
| ハックス・ギブス                                                     | 1875-1877 | [ 76 ] |
| エドワード・ハウリー・パーマー(Edward Howley Palmer)                 | 1877-1879 | [ 76 ] |
| ジョン・ウィリアム・バーチ(John William Birch)                       | 1879-1881 | [ 76 ] |
| ヘンリー・リヴァーズデイル・グレンフェル                             | 1881-1883 | [ 76 ] |
| ジョン・サンダース・ギリアット                                       | 1883-1885 | [ 76 ] |
| ジェームズ・パティソン・カリー(James Pattison Currie)                | 1885-1887 | [ 76 ] |
| マーク・コレット（1888年、準男爵に叙爵）                             | 1887-1889 | [ 76 ] |
| ウィリアム・リッダーデイル                                           | 1889-1892 | [ 76 ] |
| デイヴィッド・ポウェル(David Powell)                                 | 1892-1895 | [ 76 ] |
| アルバート・ジョージ・サンドマン                                     | 1895-1897 | [ 76 ] |
| ヒュー・コリン・スミス                                               | 1897-1899 | [ 76 ] |
| サミュエル・グラッドストン(Samuel Gladstone)                         | 1899-1901 | [ 76 ] |
| オーガスタス・プレヴォスト（1902年、準男爵に叙爵）(Augustus Prevost) | 1901-1903 | [ 76 ] |
| サミュエル・モーリー(Samuel Morley)                                  | 1903-1905 | [ 76 ] |
| アレグザンダー・ファルコナー・ウォレス(Alexander Falconer Wallace)   | 1905-1907 | [ 76 ] |
| ウィリアム・ミドルトン・キャンベル(William Middleton Campbell)       | 1907-1909 | [ 76 ] |
| レジナルド・イーデン・ジョンストン(Reginald Eden Johnston)           | 1909-1911 | [ 76 ] |
| アルフレッド・クレイトン・コール(Alfred Clayton Cole)                | 1911-1913 | [ 76 ] |
| ウォルター・カンリフ（1914年、カンリフ男爵に叙爵）(Walter Cunliffe)  | 1913-1918 | [ 76 ] |
| ブライアン・コケイン(Brien Cokayne)                                  | 1918-1920 | [ 76 ] |
| モンタギュー・ノーマン                                               | 1920-1944 | [ 76 ] |
| 初代カット男爵トマス・カット(Thomas Catto)                           | 1944-1949 | [ 76 ] |
| キャメロン・コボルド（1960年、コボルド男爵に叙爵）                   | 1949-1961 | [ 76 ] |
| 第3代クローマー伯爵ローランド・ベアリング                            | 1961-1966 | [ 76 ] |
| レズリー・オブライエン(Leslie O’Brien)                               | 1966-1973 | [ 76 ] |
| ゴードン・リチャードソン(Gordon Richardson)                          | 1973-1983 | [ 76 ] |
| ロバート・リー＝ペンバートン(Robert Leigh-Pemberton)                 | 1983-1993 | [ 76 ] |
| エドワード・ジョージ(Edward George)                                  | 1993-2003 | [ 76 ] |
| マーヴィン・キング                                                   | 2003-2013 | [ 76 ] |
| マーク・カーニー                                                     | 2013-2020 | [ 76 ] |
| アンドリュー・ベイリー(Andrew Bailey)                                | 2020-     | [ 76 ] |

## 建築
1694年創立当初の建物は、始めサンプソン（生没年不詳）によって1732～34年に建設され、1788年からソーン（1753～1837）によって長期にわたる建造が行われた。
ソーンの建物は当時としては驚くほどに簡素な窓のない壁で囲まれ、天窓から採光するという特異なものであり、外壁はコリント式のピラスターで区画されておりムーアゲイトに向かう角のみ、ティヴォリのヴェスタ神殿を模したティヴォリ・コーナーがある。内部はソーン独特のネオ・クラシシズムを示すドームをかけた空間が並ぶが、コンソル公債局はその初期の部分で、大きな柱間、特異な櫛形のアーチ、浅い交差ヴォールト、単純なベンデンティヴ、カリアチッドに支えられたガラス・ドームという類例のない独創的な比例を持つ構成である。
1818～23年の配当局Davidend　Office　も、同様の構成から成る室内であるが、そこでは、モールディングがほとんどなくなり、柱とペンデンティヴが一つの滑らかに連続した局面で作り上げられ、カリスチッドは倍の高さになり、ガラス張りのドラムで囲まれ、ガラス・ドームは高く上昇して、より統一ある空間に発展している。
ソーンはこの時期のイギリスの主導的建築家で、ペイールやピラネージ(1720～78)の図集から刺激され、フランスのルドゥーに似て、より繊細でピクチャレスクなネオ・クラシズムを創造していった。イングランド銀行のロトンダのプロジェクトに、ほとんどアール・ヌーヴォーと言ってよい独創性と優雅さを備えている。だが、これらは現在のイングランド銀行、特に外観は、ベイカーによる増改築（1930～40）で著しく損なわれてしまっている。